# الدوري الألماني الشرقي 1958
الدوري الألماني الشرقي 1958 هو الموسم 12 من الدوري الألماني الشرقي. أقيم خلال الفترة 2 مارس 1958 وحتى 23 نوفمبر 1958، وأشرف على تنظيمه الاتحاد الأوروبي لكرة القدم، وكان عدد الأندية المشاركة فيه 14، وفاز فيه نادي فرانكفورت.